# 圣阿马多尔
圣阿马多尔是葡萄牙贝雅区的一个堂区。总面积72.63平方公里，总人口456人，人口密度6.3人/平方公里。